# Lyang Kim
Lyang Kim, née le 24 février 1972 à Busan (Corée du Sud) est une artiste et cinéaste coréenne vivant en France et en Corée. Ses travaux sont consacrés à la question de la frontière comme espace de création et de conflit. 

## Biographie
Elle fait ses études aux Beaux-arts à l'université de Busan avant de s'installer à Paris en 1995. Là, elle découvre des films d'auteurs et fait une formation de montage sur pellicule dans les laboratoires des studios de la société GTC à Joinville. Lyang Kim intègre ensuite l'École des hautes études en sciences sociales (EHESS) en Arts & Langage. Elle s'intéresse à l'œuvre de Robert Bresson dans son mémoire de Master intitulé L'analyse du film "Au hasard Balthazar" de Robert Bresson dans le double mouvement filmique' . En 2019, elle soutient sa thèse de doctorat intitulée Habiter à la frontière : une question géopolitique vue par le cinéma, dirigée par l'anthropologue Jean-Paul Colleyn. 
En parallèle à ses études, elle a traduit sa passion pour l'image dans des séries photographiques. La plus connue est Dans l'ombre de Noël, où elle a photographié des maisons décorées de guirlandes lumineuses en Côte d'Or. Ce travail a été publié chez Aléas Editeur en 2009.  Sa série de 2006, Fusions, inspirée par les travaux de Man Ray, a été sélectionnée au Salon de Montrouge en 2007 et exposé à la FNAGP. 
Elle se dirige ensuite vers un sujet géopolitique : son premier long métrage documentaire, Dream House by the Border, montre de singuliers villageois, qui vivent tout près de la frontière entre les deux Corées. Créés à partir des années 1970 à l'initiative du gouvernement Park, ces villages dégagent une atmosphère étrangement paisible, malgré la présence du conflit militaire depuis 1950. Ce film a été invité en compétition au Festival International du Film de Busan en 2013 (BIFF), à DMZ Docs et d'autres festivals. 
En 2016, elle réalise Resident Forever, son deuxième documentaire, cette fois sur la vie des habitants des frontières de l'Arménie avec la Turquie et l'Azerbaïdjan grâce au Prix de l'écriture documentaire du CNRS Images. Elle y parle de la façon dont les gens peuvent vivre face à la tension militaire permanente, qui est différent de la vie dans une région « en paix ». 
En 2017, elle obtient le grand prix pour la production du film dans un concours organisé par le ministère de l'Unification (통일부) sud-coréen. Cela lui permet de réaliser son troisième documentaire de long métrage, Forbidden Fatherland (바다로 가자) sorti à l'occasion du 70ème anniversaire de la guerre de Corée en 2020. Ce film interroge l'histoire familiale de Nord-Coréens exilés  pendant la guerre de Corée en 1950. Depuis, déracinés et interdits de rentrer chez eux, et même d'échanger des nouvelles avec leurs familles restées en Corée du Nord, ils sont devenus sud-coréens. De là naît une réflexion émouvante sur les sentiments réprimés des exilés à long terme. 
En 2024, son quatrième film documentaire, Walking in the Movies est sélectionné au Festival de Cannes (section Cannes Classiques). Ce documentaire retrace la carrière originale du fondateur du BIFF, Kim Dong-ho. La mythologie du K-cinéma a été rendue possible par la passion de toute une génération, celle du héros, qui a parcouru le monde entier pour promouvoir le cinéma coréen depuis plus de 40 ans. 

## Récompenses et nominations

### Festivals
- 2013 : en compétition au Festival International du Film de Busan (BIFF)
- 2014 : en compétition au Festival International du Film d'Environnement à Paris (FIFE)
- 2016 : Meilleur film documentaire au Annual Arpa International Film Festival[4].
- 2018 : en compétition au Festival du Film Indépendant de Busan
- 2019 : en compétition au Festival International du Film d'Environnement à Séoul
- 2022 : Prix du meilleur documentaire international, New York Independent Cinema Award
- 2024 : Sélection officielle au Festival de Cannes (section Cannes Classiques)
- 2024 : Séance spéciale au Festival International du Film de Busan (BIFF)

## Filmographie
- Dreamhouse By the Border (77 min), 2013
- Resident Forever (89 min), 2016.
- Forbidden Fatherland (72 min), 2019.
- Walking in the Movies (82 min), 2024